# Roque Dalton

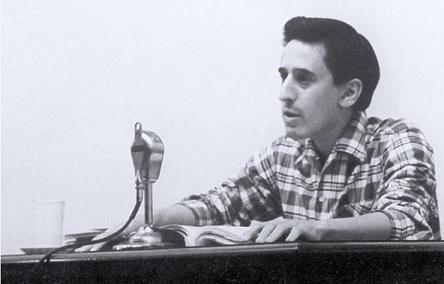
Roque Dalton (1969)

Roque Dalton (* 14. Mai 1935 in San Salvador; † 10. Mai 1975 in Quezaltepeque) war ein Dichter und Journalist aus El Salvador.

## Leben
Roque Dalton García wurde 1935 als unehelicher Sohn des reichen US-amerikanischen Unternehmers Winall Dalton und der salvadorianischen Krankenschwester María García Medrano geboren.
Dalton besuchte eine exklusive Jesuitenschule in San Salvador. Danach studierte er Jura in Santiago de Chile an der Universidad Nacional de Chile. Dort lernte er linksradikale Studenten und den berühmten Maler Diego Rivera kennen. Diese Bekanntschaften weckten seine Begeisterung für die Ideen des Sozialismus.
Nach seiner Rückkehr nach El Salvador begann er ein Jurastudium an der Universidad Nacional de El Salvador. 1955 gründete er den Literaturzirkel Circulo Literario Universitario. Dalton war politisch sehr aktiv. Er trat der Kommunistischen Partei bei. Im Jahr 1959 wurde er verhaftet und zum Tode verurteilt. Am Tag vor seiner Hinrichtung wurde Präsident José María Lemus López gestürzt; dies rettete Dalton vor der Exekution. Nach seiner Freilassung ging er nach Mexiko ins Exil. In seinen im Exil verfassten Büchern El turno del ofendido und La ventana en el rostro berichtet er über diese Geschehnisse.
1961 reiste Dalton nach Kuba, wo er bis 1965 blieb. In diesem Jahr kehrte Dalton nach El Salvador zurück, wurde dort aber bald wieder verhaftet und zum Tode verurteilt. Wieder entging er der Exekution: Ein Erdbeben ließ die Mauern seines Gefängnisses einstürzen, und ihm gelang die Flucht nach Kuba. Von dort aus wurde er als Korrespondent für The International Review nach Prag entsandt. Dort verfasste er Taberna y otros lugares sowie die Biographie Miguel Mármols. Unter anderem für sein Großgedicht La taberna erhielt er 1969 den Premio Casas de las Américas.
Dalton wurde zu einer bekannten Person der salvadorianischen Linken. In kubanischen Militärcamps ließ er sich als Guerillero ausbilden. 1973 bot er sich den Fuerzas Populares de Liberación (FPL) als Kämpfer an. Deren Führer Salvador Cayetano Carpio wies ihn jedoch zurück mit dem Hinweis, seine Rolle in der Revolution sei die eines Dichters, nicht die eines Soldaten. Daraufhin schloss Dalton sich dem Ejército Revolucionario del Pueblo (ERP) an. In dieser „Revolutionären Volksarmee“ geriet der undogmatische Dalton bald mit der marxistischen Führung aneinander. Man unterstellte ihm, die Organisation spalten zu wollen. Nachdem ein „Revolutionäres Tribunal“ ihn zum Tode verurteilt hatte, exekutierten seine Genossen Roque Dalton am 10. Mai 1975.

## Prozess gegen die Mörder
Das Strafverfahren wegen Mordes gegen zwei ehemalige Kommandanten der Guerilla, Joaquín Villalobos und Jorge Meléndez, wurde durch ein Gericht in San Salvador am 9. Januar 2012 aufgrund von Verjährung eingestellt. Villalobos hatte 1993 seine Mittäterschaft an der Ermordung gestanden.

## Werke
- Mía junto a los pájaros, 1957
- La ventana en el rostro, 1961
- El mar, 1962
- El turno del ofendido, 1962
- Los testimonios, 1964
- Poemas, 1968
- Taberna y otros lugares, 1969
- Los pequenos infiernos, 1970

### Werke in deutscher Übersetzung
- Y otros lugares / Und andere Orte. Gedichte spanisch – deutsch. Stroemfeld Verlag, Basel 1981. ISBN 3-87877-143-6.
- Armer kleiner Dichter, der ich war. Roman. Rotpunktverlag, Zürich 1986. ISBN 3-85869-034-1.
- Poesiealbum 236. Verlag Neues Leben, Berlin 1987. ISBN 3-355-00515-0.
- Ich träumte von Schlangen (Una experiencia personal), in: Carlos Rincón (Hg.): Erkundungen. 50 Erzähler aus Mittelamerika, Berlin (Verlag Volk und Welt) 1988, S. 280–289.
- Däumlings verbotene Geschichten. Rotpunktverlag, Zürich 1989. ISBN 3-85869-054-6.
- Die Welt ist ein hinkender Tausendfüssler. Das Jahrhundert des Miguel Mármol. Rotpunktverlag, Zürich 1997. ISBN 3-85869-072-4.

## Film
- Tina Leisch: Roque Dalton. ¡Fusilemos la noche!, Let's shoot the night!, Erschiessen wir die Nacht!, Österreich, El Salvador, Cuba 2013, 86 min.